# Polycarpa carpocincta
Polycarpa carpocincta is een zakpijpensoort uit de familie van de Styelidae. De wetenschappelijke naam van de soort werd in 2003 voor het eerst geldig gepubliceerd door het echtpaar Françoise en Claude Monniot.